# Azara salicifolia
Azara salicifolia är en videväxtart som beskrevs av August Heinrich Rudolf Grisebach. Azara salicifolia ingår i släktet Azara och familjen videväxter. Inga underarter finns listade i Catalogue of Life.